# Zeppelinstadion
Le Zeppelinstadion est un stade omnisports (servant principalement pour le football et l'athlétisme) allemand situé dans la ville de Friedrichshafen, dans le Bade-Wurtemberg.
Le stade, doté de 12 000 places, est l'enceinte à domicile du club omnisports du VfB Friedrichshafen depuis 1919.

## Histoire
Le stade est construit dans le quartier ouvrier de la ville de Zeppelindorf avec le soutien financier de Zeppelin Wohlfahrt qui fournit la somme de 20 000 mark.
La première tribune est érigée en 1925. En 1941, la capacité d'accueil du stade était de 5 000 spectateurs, avant que le stade ne soit rénové en 1998, pour passer à 12 000 places.
Le stade est connu pour avoir servi de lieu d'entraînement à l'équipe d'Iran de football durant la coupe du monde de football 2006,.
Le record d'affluence au stade date de 2008, lorsque 8 000 spectateurs ont assisté au match de football entre l'équipe d'Allemagne des moins de 20 ans et l'équipe d'Italie des moins de 20 ans.
En 2008 a également lieu la finale du championnat de gymnastique du Bade-Wurtemberg.

## Installations
- Deux terrains d'entraînement
- Un terrain en gazon artificiel
- Une piste d'athlétisme de 400 m
- Une installation pour le saut en longueur
- Deux terrains de beach-volley
- Une salle de musculation
- 12 vestiaires
- Un gymnase